# Pulse (Pink Floyd)
P•U•L•S•E (o Pulse) és un doble àlbum aparegut el 6 de juny de 1995, després de la gira de 1994 del grup britànic Pink Floyd, la primera sense Roger Waters. Fou produït per James Guthrie i David Gilmour i es basa en el concert que es va fer a Earls Court de Londres el 20 d'octubre de 1994, d'on es van gravar les imatges que després servirien per al VHS i el DVD amb un sistema de 24 càmeres.
Per fer l'enregistrament es va triar un concert on hi es fes tot l'àlbum The Dark Side of the Moon, que ocupa el primer disc amb tres temes suplementaris. L'altre disc està compost per diferents temes de períodes variats del grup.

## Llista de temes

### Disc 1
1. "Shine On You Crazy Diamond" (13:34), (Waters, Wright, Gilmour)
2. "Astronomy Domine" (4:20), (Barrett)
3. "Learning to Fly" (5:16) (Gilmour, Moore, Ezrin, Carin)
4. "High Hopes"(7:52) (Gilmour, Samson)
5. "Take It Back" (6:11) (Gilmour, Samson, Laird-Cloves)
6. "Coming Back to Life" (6:56) (Gilmour)
7. "Sorrow" (10:49) (Gilmour)
8. "Keep Talking" (6:52) (Gilmour, Samson, Wright)
9. "Another Brick In the Wall (Part Two)" (7:08) (Waters)
10. "One Of these Days" (6:19) (Gilmour)

### Disc 2
1. "Speak to Me" (2:29) (Mason)
2. "Breathe" (2:34) (Waters, Gilmour, Wright)
3. "On the Run" (3:48) (Gilmour, Waters)
4. "Time" (6:47) (Mason, Waters, Wright, Gilmour)
5. "The Great Gig in the Sky" (5:52) (Wright)
6. "Money" (8:54) (Waters)
7. "Us and Them" (6:58) (Waters, Wright)
8. "Any Colour You Like" (3:21) (Gilmour, Mason, Wright)
9. "Brain Damage" (3:46) (Waters)
10. "Eclipse" (2:37) (Waters)
11. "Wish You Were Here" (6:35) (Waters, Gilmour)
12. "Comfortably Numb" (9:30) (Gilmour, Waters)
13. "Run Like Hell" (8:36) (Gilmour, Waters)

## Músics
- David Gilmour - guitarres i veu
- Nick Mason - bateria
- Richard Wright - teclats i veu
- Jon Carin - teclats addicionals i veu
- Guy Pratt - baix, veu
- Gary Wallis - percussió
- Tim Renwick - guitarres, veu
- Dick Parry - saxòfon
- Sam Brown - cors
- Claudia Fontaine - cors
- Durga McBroom - cors

Crèdit addicional:
- Roger Waters - compositor de totes les lletres de Dark Side of the Moon, així com de tenir la idea del concepte del porc.

## Contingut del VHS
1. Shine On You Crazy Diamond
2. Learning to Fly
3. High Hopes
4. Take It Back
5. Coming Back to Life
6. Sorrow
7. Keep Talking
8. Speak to Me
9. Breathe
10. On the Run
11. Time
12. The Great Gig in the Sky
13. Money
14. Us and Them
15. Any Colour You Like
16. Brain Damage
17. Eclipse
18. Another Brick in the Wall (Part 2)
19. One of These Days
20. Wish You Were Here
21. Comfortably Numb
22. Run Like Hell

## Contingut del doble DVD
1. Shine On You Crazy Diamond (concert version)
2. Learning To Fly
3. High Hopes
4. Take It Back
5. Coming Back To Life
6. Sorrow
7. Keep Talking
8. Another Brick In The Wall (part 2)
9. One Of These Days

1. Speak To Me
2. Breathe In The Air
3. On The Run
4. Time
5. The Great Gig In The Sky
6. Money
7. Us And Them
8. Any Color You Like
9. Brain Damage
10. Eclipse
Encores
11. Wish You Were Here
12. Comfortably Numb
13. Run Like Hell